# Gabon op de Olympische Zomerspelen 2016
Gabon nam deel aan de Olympische Zomerspelen 2016 in Rio de Janeiro, Brazilië. Het nationaal olympisch comité zond zes atleten naar de Spelen, actief in vier sporten. Vier jaar eerder bestond de ploeg nog uit 26 atleten; dit kwam door Gabons deelname aan het mannenvoetbaltoernooi. In 2016 had Gabon zich niet weten te plaatsen voor een teamsport. Taekwondoka Anthony Obame droeg de vlag van zijn vaderland bij de openings- en de sluitingsceremonie.

## Deelnemers en resultaten
(m) = mannen, (v) = vrouwen 

### Atletiek
| Olympiër            | Discipline | Resultaat | Prestatie                                |
| ------------------- | ---------- | --------- | ---------------------------------------- |
| Wilfried Bingangoye | 100m (m)   | 73e       | serie 1: 5de in 11,03                    |
|                     |            |           |                                          |
| Ruddy Zang Milama   | 100m (v)   | 47e       | series: vrij kwartfinale 4: 7de in 11,67 |

### Judo
| Olympiër            | Discipline | Resultaat    | Prestatie                                                                                 |
| ------------------- | ---------- | ------------ | ----------------------------------------------------------------------------------------- |
| Paul Kibikai        | –81kg (m)  | 9e           | 1ste ronde: vrij 2de ronde: W van IRQ Al-Aameri: shido 3de ronde: V van JPN Nagase: ippon |
|                     |            |              |                                                                                           |
| Sarah Myriam Mazouz | –78kg (v)  | eerste ronde | 1ste ronde: vrij 2de ronde: V van GBR Powell: ippon                                       |

### Taekwondo
| Olympiër        | Discipline | Resultaat | Prestatie                       |
| --------------- | ---------- | --------- | ------------------------------- |
| Anthony Obame V | +80kg (m)  | 9e        | 1ste ronde: V van GBR Cho: 6–12 |

### Zwemmen
| Olympiër         | Discipline         | Resultaat | Prestatie             |
| ---------------- | ------------------ | --------- | --------------------- |
| Maël Ambonguilat | 50m vrije slag (m) | 75e       | serie 1: 3de in 27,21 |